# Долгоруков, Сергей Алексеевич
Князь Серге́й Алексе́евич Долгору́ков (2 (14) сентября 1809 — 16 (29) сентября 1891, Санкт-Петербург) — действительный тайный советник (1872), глава Ковенской и Витебской губерний, член Государственного Совета.
Сын министра юстиции, действительного тайного советника князя Алексея Алексеевича Долгорукова и его первой супруги Маргариты Ивановны Апайщиковой. Младший брат воронежского губернатора Юрия Долгорукова.

## Биография
Окончил Пажеский корпус (21 апреля 1826) и по неспособности к военной службе, выпущен в Государственную коллегию иностранных дел. Назначен переводчиком и переведён в Азиатский департамент МИД (1827). Пожалован в камер-юнкеры (1828). Титулярный советник (1828). Служил в русских миссиях сначала во Франкфурте-на-Майне (1828), а потом в Берлине 2-й секретарь (1831-1832). Пожалован званием камергера (1834).

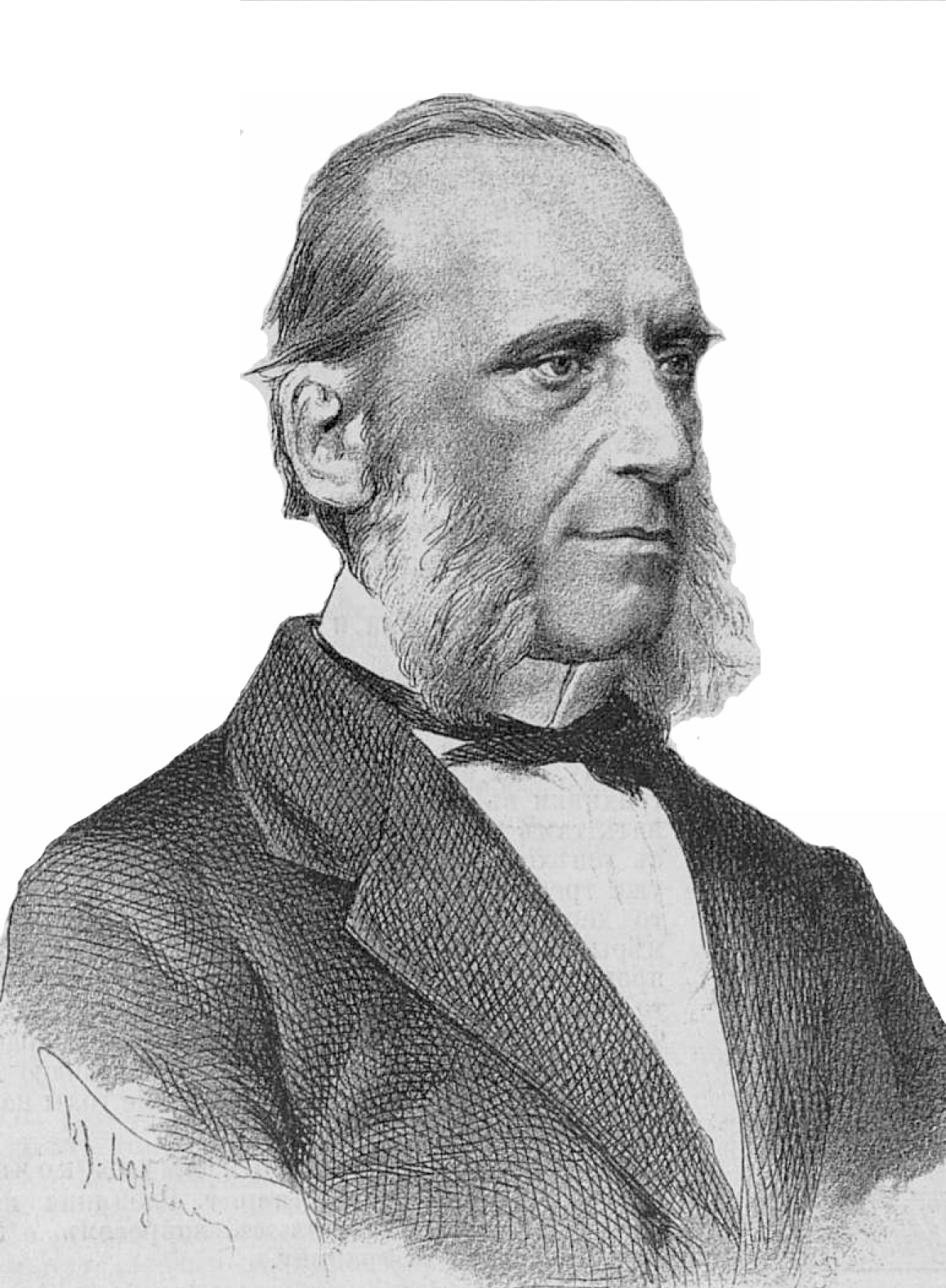
С. А. Долгоруков

Занимал различные должности по Министерству финансов (1836-1843). Коллежский советник (1837). Переведён в Министерство юстиции, с назначением обер-прокурором 5-го департамента Правительствующего сената (1843). Оставил службу (1845), но опять вернулся.
Губернатор Ковенской (1848) и Витебской (1848—1849) губерний. Пожалован в действительные статские советники (1849) и пожалован в статс-секретари, членом комиссии прошений. Вновь оставляет службу (1857). Возвращается на прежнее место (1862) и назначен статс-секретарём принятия прошений на Высочайшее Имя приносящих (1864-1884). Избран Почётным мировым судьёй Новохоперского уезда  (1867). Назначен членом совета министра финансов (1871). Назначен членом Государственного совета (1871), с оставлением в должности. Назначен почётным членом Совета министров (1872). Произведён в действительные тайные советники (1872).
Владелец имений в Юхновском, Новохоперском  и Бахмутском уездах.
По свидетельству современника, «князь Долгоруков отличался набожностью, был очень начитан в Священном Писании, считал себя истинным сыном церкви, что не мешало ему, однако, проявлять на каждом шагу жестокосердие и необычайную алчность к деньгам; никогда не упускал случая разорять людей, которые имели неосторожность вступать с ним в дела». Другой мемуарист пишет, что «выдающийся ум заменял князю не особенно выдающееся образование. Сердце у него горячностью не отличалось, а дела тем не менее были очень расстроены, при своём очень большом состоянии он с семьей жил сперва если не впрямь бедно, то довольно тесно и неряшливо.
С. А. Долгоруков скончался († 16 сентября 1891) в Санкт-Петербурге от кровоизлияния мозга, похоронен в фамильном склепе князей Долгоруковых в Духовской церкви Александро-Невской лавры.

## Семья

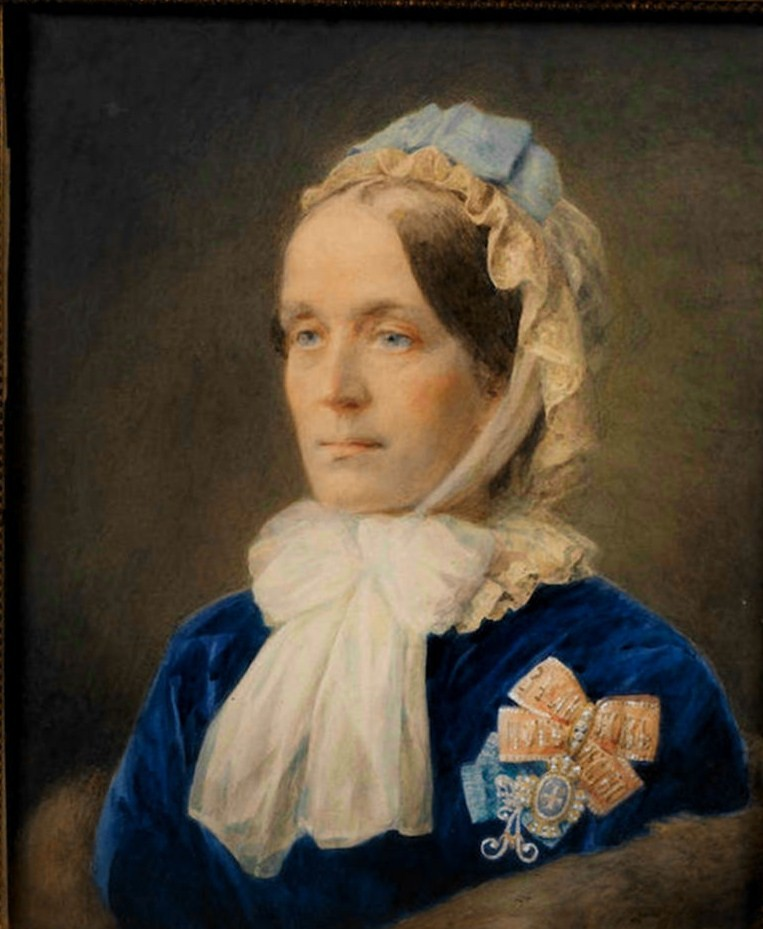
Княгиня Мария Долгорукова

Жена (с 15 января 1833 года) — графиня Мария Александровна Апраксина (19.12.1816—02.05.1892), дочь графа Александра Ивановича Апраксина (1782—1848) от его брака с Марией Александровной Шемякиной (1794—1872), приходилась мужу двоюродной племянницей. О помолвке фрейлины Апраксиной в декабре 1831 году писала А. Блудова:
Долгоруков помолвлен с графиней Апраксиной. Ей только пятнадцать лет, и потому их свадьба отложена, кажется, на два года. Говорят, что невеста очень хороша собой и сверх того будет богата, её тетка Баранова отдает ей своё имение.
Княгиня Долгорукова была одной из первых красавиц Петербурга, по словам современницы, она имела «стройную фигуру, правильный профиль, лицо не особенно выразительное и несколько неопределенный взор». Была принята в интимном кружке Аничкова дворца, куда приглашалось особенное привилегированное общество и в продолжение многих лет была любимой дамой в танцах императора Николая I.
Позднее кавалерственная дама ордена Св. Екатерины меньшего креста. В браке имела четырёх сыновей и шесть дочерей, все они, по замечанию современника, отличались породистой красотой, они «были красивые до того, что нельзя было бы себе представить кого-нибудь из Долгоруких с заурядным лицом. Младшая дочь, княгиня Анюта Салтыкова, как звали её в свете, достигала в этом отношении апогея»:
- Александра Сергеевна (1836—1913) — кавалерственная дама, фаворитка императора Александра II, супруга П. П. Альбединского
- Марфа Сергеевна (18.02.1838, Вена — ?)
- Маргарита Сергеевна (1839—1912) — супруга графа Алексея Александровича Стенбок-Фермора (1835—1916)
- Николай Сергеевич (1840—1913) — генерал-адъютант, генерал от инфантерии, член Государственного Совета
- Александр Сергеевич (1841—1912) —  женат на графине Ольге Петровне Шуваловой (1848—1927)
- Варвара Сергеевна (1844—21.05.1865[12]) — умерла от воспаления легких, похоронена в Александро-Невской лавре.
- Мария Сергеевна (1846—1936) — фрейлина двора, в первом браке (с 25 августа 1863)[13] за князем Александром Васильевичем Долгоруковым (1839—1876), во втором (с 1897) — за Павлом Константиновичем Бенкендорфом (1853—1921).
- Алексей Сергеевич (03.03.1847[14]—12.06.1915) — крещен (20 марта 1847) в Исаакиевском соборе при восприемстве брата Александра и В. А. Барановой; по окончании образования, состоял ординарцем в 33-м пехотном Елецком полку, принимал участие в русско-турецкой войне (1877—1878), после чего вышел в отставку; камергер двора (06.05.1910). 29 июня 1898 года в Лондоне[15] женился на дочери английского купца Францес Вильсон (1850— ?). Умер в Париже от разрыва сердца, похоронен в Англии.
- Анна Сергеевна (1848?—1920)  — фрейлина, в замужестве за  светлейшим князем Н. И. Салтыковым (1830—1901), их сын — генерал Иван Салтыков.
- Дмитрий Сергеевич (1850—26.11.1886[16]) — ротмистр Кавалергардского полка, умер от чахотки в Висбадене.
- Серафима Сергеевна (03.10.1859—20.09.1868) — родилась в Веймаре, умерла от ангины в Париже.

Дети
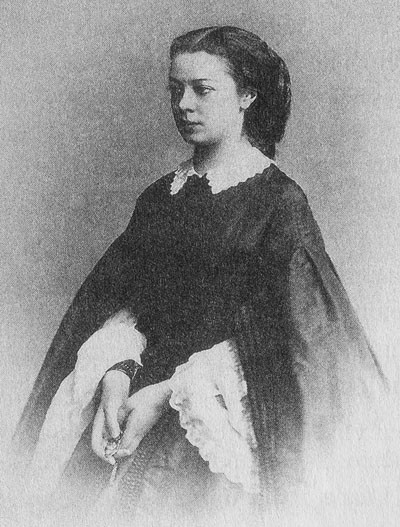
Александра
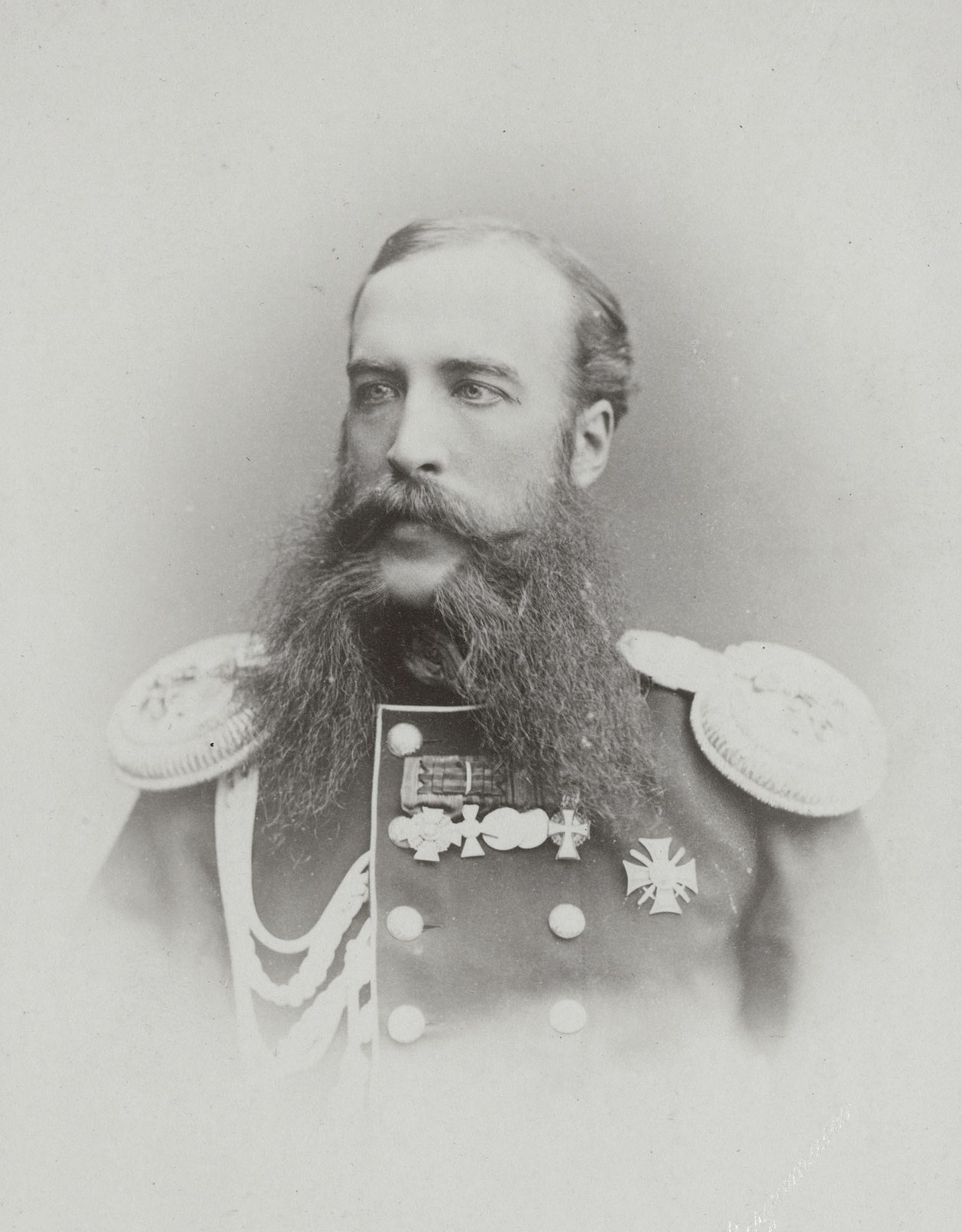
Николай
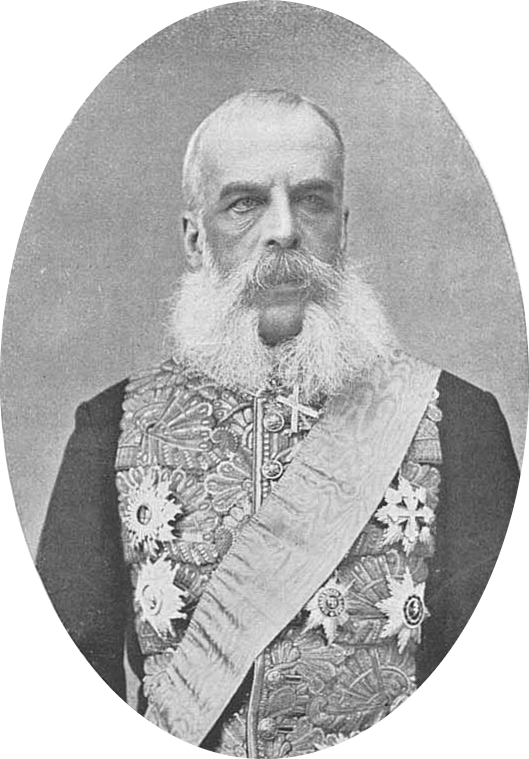
Александр
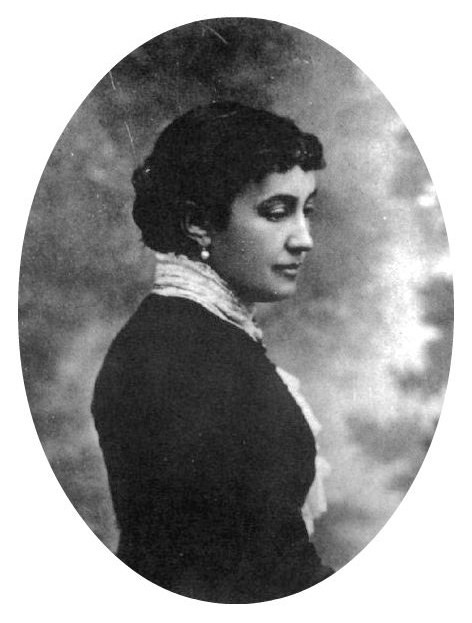
Мария
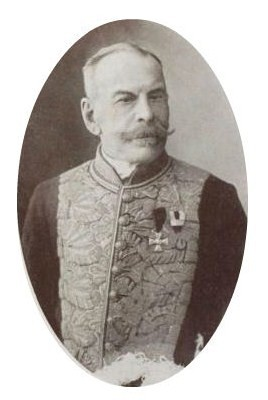
Алексей
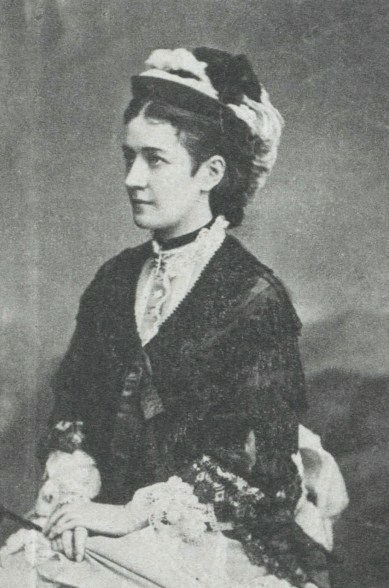
Анна

## Награды
По случаю своего пятидесятилетнего юбилея награждён алмазными знаками ордена Святого Александра Невского (1876). Награждён орденом Святого Владимира 1-й степени (1880).